# Nomaua taranga
Espèce
Nomaua taranga est une espèce d'araignées aranéomorphes de la famille des Physoglenidae.

## Distribution
Cette espèce est endémique de Nouvelle-Zélande. Elle se rencontre sur l'île Hen.

## Description
Le mâle holotype mesure 3,386 mm et la femelle paratype 3,307 mm.

## Étymologie
Son nom d'espèce lui a été donné en référence au lieu de sa découverte, Taranga le nom maori de l'île Hen.

## Publication originale
- Fitzgerald & Sirvid, 2009 : A revision of Nomaua (Araneae: Synotaxidae) and description of a new synotaxid genus from New Zealand. Tuhinga, vol. 20, p. 137-158 (texte intégral A B).